# Arviat
Arviat, (Inuktitut: ᐊᕐᕕᐊᑦ; chiamata fino al 1º giugno 1989 Eskimo Point) è un insediamento di 2 657 abitanti (di cui 1 785 nell'area urbana) situato nella costa occidentale della Baia di Hudson, nella Regione di Kivalliq del Nunavut, in Canada.

## Nome
Arviat ("luogo della balena della Groenlandia") deriva dal termine Inuktitut arviq, che indica proprio la "balena della Groenlandia". In passato invece aveva un altro nome, Tikirajualaaq ("piccolo punto lontano").

## Popolazione
Arviat è la comunità più a sud di tutto il Nunavut continentale, e si può affermare si trovi al centro dell'intero Canada. Arviat è una delle più numerose comunità Inuit, più precisamente è il terzo centro per popolazione del Nunavut, dietro a Rankin Inlet e al capoluogo Iqaluit. Comunque Arviat attualmente sta crescendo con un ritmo più alto rispetto a Rankin Inlet. Dal censimento del 2006 a quello del 2016 la popolazione è aumentata dell'22.4%. Il sindaco è Johnny Hamgark.

## Economia
La caccia e la pesca rimangono ancora oggi le due attività principali della comunità e restano le fonti principali di guadagno del paese. Nel paese ci sono tre negozi per la distribuzione delle merci e dei prodotti locali.

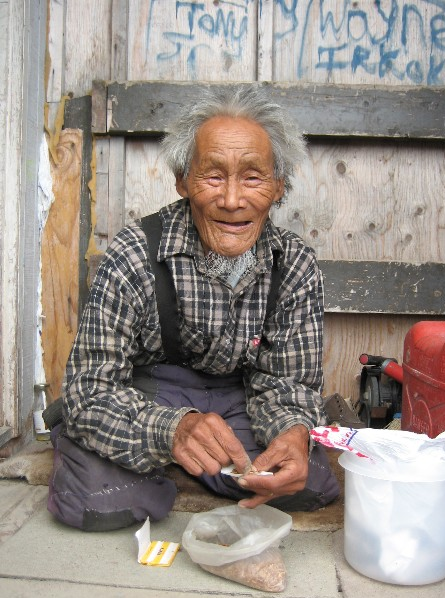
Anziano abitante di Arviat

Verso sud la città di Churchill, in Manitoba, è accessibile via barca, motoslitta e Bombardier. Questa rotta è trafficata soprattutto per il rifornimento di merci.

## Arte e cultura
Arviat è nota in tutta la regione artica per la sua cultura. All'interno della comunità sono cresciuti infatti alcuni noti musicisti: Susan Aglukark, Simon "Johnny Cash of the North" Sigyariaq; la band Uniaqtuq, con Arsene, Pelagie e Mary Angalik; la Arviat Band, con John e Billy Kuksuk insieme a Paul Kattau e la band Irksuk, composta da Paul Irksuk e figli.

## Geografia fisica

### Territorio
La fauna in questa regione incontaminata è abbondante. Nelle vicinanze di Arviat infatti si ha la possibilità di incontrare anche orsi polari, milioni di uccelli migratori, beluga e anche caribù.
L'unico accesso all'insediamento è via aereo, motoslitta o nave, sebbene il governo del Nunavut e quello federale, con un'iniziativa del politico locale Willie Adams, stiano considerando la possibilità di costruire un'imponente autostrada che parta da Thompson, Lynn Lake, o da Gillam fino a Rankin Inlet, passando per Arviat.
Arviat in origine fu fondata da genti Paallirmiut, un gruppo etnico degli Inuit stanziato nel continente. Nel 1957 l'ultima tribù degli Ihalmiut sopravvissuta fu trasferita ad Arviat da parte della Royal Canadian Mounted Police. Nonostante la situazione attuale di due diverse componenti etniche all'interno della comunità, ormai sembra essersi stabilito un accordo fra le parti.
La corsa con cani da slitta Hudson Bay Quest, con partenza da Churchill e arrivo ad Arviat si tenne per la prima volta nel 2004.